# Gustavo Bueno (Philosoph)
Gustavo Bueno Martínez (* 1. September 1924 in Santo Domingo de la Calzada; † 7. August 2016 in Barro) war ein spanischer Philosoph. Er war Professor an der Universität Oviedo und ein Vertreter des philosophischen Materialismus.

## Leben
Gustavo Bueno studierte an den Universitäten von Saragossa und Madrid. 1947 wurde er an der Universität Madrid mit der Arbeit Fundamento formal y material de la moderna filosofía de la religión bei Santiago Montero Díaz (1911–1985) promoviert. Bueno war ab 1949 Gymnasiallehrer und Lehrbeauftragter der Universität Salamanca. 1960 wurde er an die Universität Oviedo auf die Professur für „Grundlagen der Philosophie und Geschichte der philosophischen Systeme“ berufen. Bueno begründete die Philosophiezeitschrift El Basilisco. Einer breiteren Öffentlichkeit wurde er im spanischen Sprachraum durch die Teilnahme an öffentlichen Debatten in Radio, Fernsehen und Presse bekannt. Eine Gruppe von Mitarbeitern und Schülern Buenos, die dem philosophischen Materialismus verpflichtet sind, ist in Spanien als Schule von Oviedo bekannt. 1998 erfolgte die Gründung einer philosophischen Akademie Fundación Gustavo Bueno in Oviedo.
Bueno starb im August 2016 im Alter von 91 Jahren, zwei Tage nach dem Tod seiner Ehefrau, mit der er mehr als 60 Jahre verheiratet gewesen war.

## Schriften
- El papel de la filosofía en el conjunto del saber. [Die Rolle der Philosophie in der Gesamtheit des Wissens]. Ciencia Nueva, Madrid 1970
- Etnología y Utopía. Respuesta a la pregunta: ¿Qué es la Etnología?. [Ethnologie und Utopie. Eine Antwort auf die Frage: Was ist die Ethnologie?]. Azanca, Valencia 1971. (Zweite Auflage 1987)
- Ensayos materialistas. [Materialistische Essays]. Taurus (Ensayistas 86), Madrid 1972
- La Metafísica Presocrática. [Die Metaphysik der Vorsokratiker]. Pentalfa, Oviedo 1974
- El animal divino. Ensayo de una filosofía materialista de la religión. [Das göttliche Tier – Essay einer materialistischen Religionsphilosophie]. Pentalfa, Oviedo 1985 (Zweite korrigierte und erweiterte Auflage 1996.)
- Artikel in der Europäischen Enzyklopädie zu Philosophie und Wissenschaften, hrsg. von Hans Jörg Sandkühler. Felix Meiner Verlag, Hamburg 1990:
  - Ganzes / Teil, Band II, S. 219–231
  - Holismus, Band II, S. 552–559
  - Materie, Band III, S. 281–308
  - Naturwissenschaften, Band III, S. 533–545
- Philosophie heute. Antworten auf Fragen von Volker Rühle, in: Volker Rühle (Hrsg.): Beiträge zur Philosophie aus Spanien. Verlag Karl Alber, Freiburg/München 1992, S. 55–92
- Primer ensayo sobre las categorías de las «Ciencias Políticas». [Erstes Essay über die Kategorien der «Politikwissenschaften»]. Logroño 1991
- Teoría del cierre categorial. [Die Theorie des kategorialen Abschlusses]. Pentalfa, Oviedo 1992/1993
  - Band 1: Introducción general, Siete enfoques en el estudio de la ciencia [Allgemeine Einführung. Sieben Betrachtungsweisen des Wissenschaftsstudiums].
  - Band 2: La Gnoseología como filosofía de la ciencia, Historia de la teoría de la ciencia. [Die Gnoseologie als Wissenschaftsphilosophie. Geschichte der Wissenschaftstheorie].
  - Band 3: El sistema de las doctrinas gnoseológicas, Las cuatro familias básicas. [Das System der gnoseologischen Lehren: Die vier Grundfamilien].
  - Band 4: El sistema de las doctrinas gnoseológicas: descripcionismo, teoreticismo. [Das System der gnoseologischen Lehren: Deskriptionismus, Theoretizismus].
  - Band 5: El sistema de las doctrinas gnoseológicas: adecuacionismo, circularismo, Glosario. [Das System der gnoseologischen Lehren: Adequationismus, Zirkularismus; Glossar].
- El sentido de la vida. Seis lecturas de filosofía moral. [Der Sinn des Lebens – Sechs Lektüren zur Moralphilosophie]. Pentalfa, Oviedo 1996
- El mito de la cultura. Ensayo de una filosofía materialista de la cultura. [Der Mythos der Kultur – Essay einer materialistischen Kulturphilosophie]. Barcelona Editorial Prensa Ibérica, 1996 (6. Auflage 2000). Dt. Der Mythos der Kultur. Lang, Bern 2002